# Wild Mouse (Six Flags New England)
Wild Mouse was een stalen wildemuis-achtbaan in het Amerikaanse attractiepark Six Flags New England te Springfield. De achtbaan werd in 1958 geopend. Het is niet bekend wanneer de Wild Mouse weer is gesloten. De achtbaan was een standaard B. A. Schiff & Associates wildemuis-achtbaan model.